# Liste der Biografien/Witk
Liste der Biografien |
Portal Biografien |
Personensuche
# |
A |
B |
C |
D |
E |
F |
G |
H |
I |
J |
K |
L |
M |
N |
O |
P |
Q |
R |
S |
T |
U |
V |
W |
X |
Y |
Z |
?
 
Wa |
Wc |
Wd |
We |
Wh |
Wi |
Wj |
Wl |
Wn |
Wo |
Wr |
Ws |
Wt |
Wu |
Ww |
Wy |
Wz
 
Wia |
Wib |
Wic |
Wid |
Wie |
Wif |
Wig |
Wih |
Wii |
Wij |
Wik |
Wil |
Wim |
Win |
Wio |
Wip |
Wir |
Wis |
Wit |
Wiv |
Wiw |
Wix |
Wiz
 
Wita |
Witb |
Witc |
Witd |
Wite |
Witg |
With |
Witi |
Witj |
Witk |
Witl |
Witm |
Witn |
Wito |
Witp |
Witr |
Wits |
Witt |
Witu |
Witv |
Witw |
Witz
Die Liste der Biografien führt alle Personen auf, die in der deutschsprachigen Wikipedia einen Artikel haben. Dieses ist eine Teilliste mit 40 Einträgen von Personen, deren Namen mit den Buchstaben „Witk“ beginnt.

## Witk

### Witka
- Witka, Ines (* 1960), deutsche Autorin
- Witkamp, Ernst (1854–1897), niederländischer Genremaler, Illustrator und Radierer

### Witke
- Witke, Kurt (* 1948), deutscher Fußballschiedsrichter
- Witke, Robert (1967–2024), polnischer Skispringer
- Witke, Ryszard (1939–2020), polnischer Skispringer
- Witken, Alrich (1693–1761), deutscher Amtmann und Autor

### Witki
- Witkiewicz, Stanisław (1851–1915), polnischer Maler und Architekt
- Witkiewicz, Stanisław Ignacy (1885–1939), polnischer Schriftsteller, Maler, Fotograf und Philosoph
- Witkin, Bruce, US-amerikanischer Musiker, Produzent und Labelbetreiber
- Witkin, Evelyn M. (1921–2023), US-amerikanische Genetikerin
- Witkin, Joel-Peter (* 1939), amerikanischer Fotograf

### Witko
- Witko, Alexander Wiktorowitsch (* 1961), russischer Admiral
- Witkoff, Steve (* 1957), US-amerikanischer Anwalt und Immobilienmogul und der Besitzer der Witkoff GroupSteve Witkoff (* 1957)

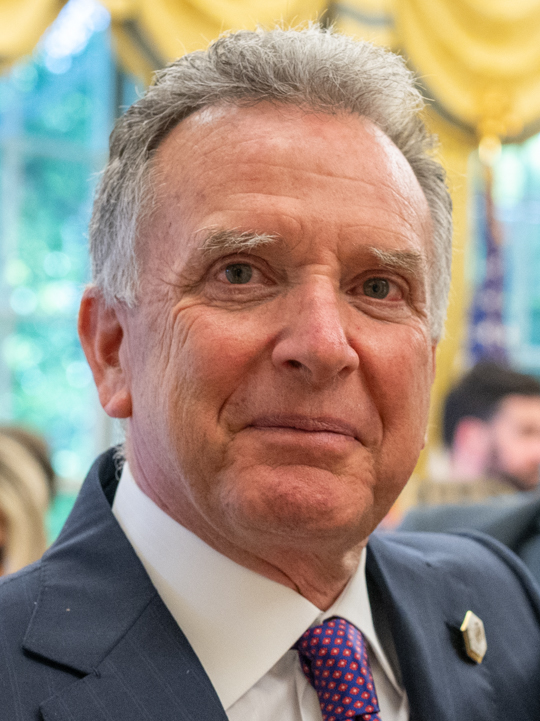
Steve Witkoff (* 1957)

- Witkojc, Mina (1893–1975), niedersorbische Dichterin und Publizistin
- Witkon, Alfred (1910–1984), israelischer Jurist
- Witkop, Bernhard (1917–2010), deutsch-US-amerikanischer Chemiker
- Witkop, Milly (1877–1955), jüdische Anarchafeministin, Anarchosyndikalistin und Autorin
- Witkop, Philipp (1880–1942), deutscher Literaturwissenschaftler und Hochschullehrer
- Witkowska, Dominika (* 1977), polnische Squashspielerin
- Witkowska, Ilona (* 1987), polnische Dichterin
- Witkowski, Alexei (* 1987), kasachischer Biathlet
- Witkowski, August (1854–1913), polnischer Physiker
- Witkowski, Georg (1863–1939), deutscher Germanist, Literaturhistoriker und Hochschullehrer
- Witkowski, Igor (* 1963), polnischer Journalist, Autor, Militärhistoriker und Ufologe
- Witkowski, Jerzy (1938–1999), polnischer Pianist
- Witkowski, Luke (* 1990), US-amerikanischer Eishockeyspieler
- Witkowski, Lutz (* 1925), deutscher Autor
- Witkowski, Marek (* 1974), polnischer Kanute
- Witkowski, Michał (* 1975), polnischer Schriftsteller und Journalist
- Witkowski, Nicolas (1949–2020), französischer Physiker, Lehrer, Wissenschaftsjournalist, Übersetzer und Herausgeber
- Witkowski, Peter-Klaus (* 1949), deutscher Generalarzt
- Witkowski, Piotr (* 1988), polnischer SchauspielerPiotr Witkowski (* 1988)

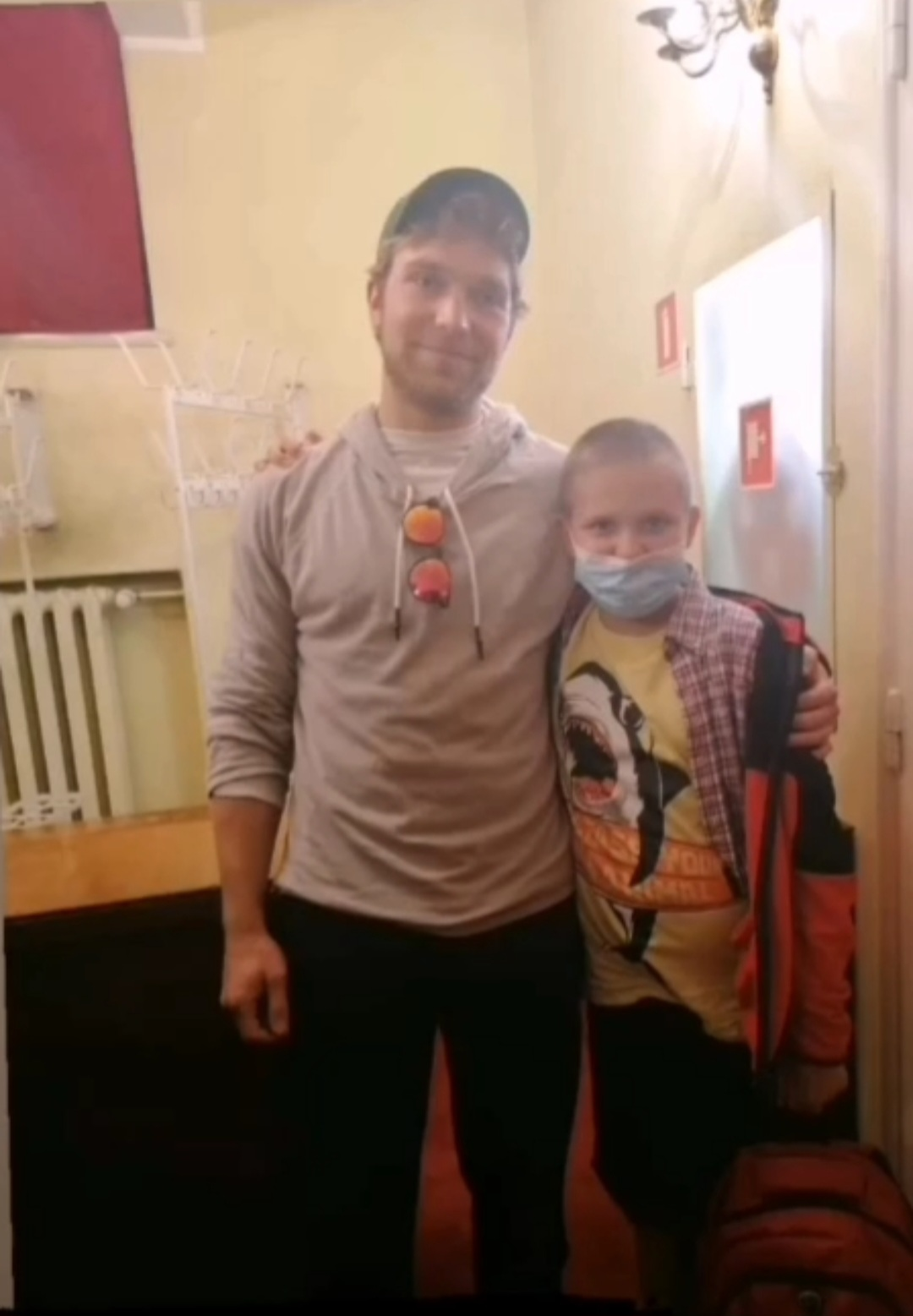
Piotr Witkowski (* 1988)

- Witkowski, Radosław (* 1974), polnischer Politiker, Sejm-Abgeordneter
- Witkowski, Regine (* 1934), deutsche Humangenetikerin
- Witkowski, Siegbert (* 1927), deutscher Physiker
- Witkowski, Sybille, deutsche Opernsängerin im Stimmlage Sopran
- Witkowski, Szczepan (1898–1937), polnischer Skilangläufer ukrainischer Herkunft
- Witkowski, Teodolius (1930–2018), deutscher Slawist und Onomastiker
- Witkowski, Tom (* 1937), deutscher Schauspieler, Regisseur, Dozent
- Witkowski, Wojciech (* 1946), polnischer Rechtshistoriker